# Hiphopmusik
Denna artikel redovisar endast musikgenren. För kulturen i sin helhet, se Hiphop. För dansstilen, se Hiphopdans.

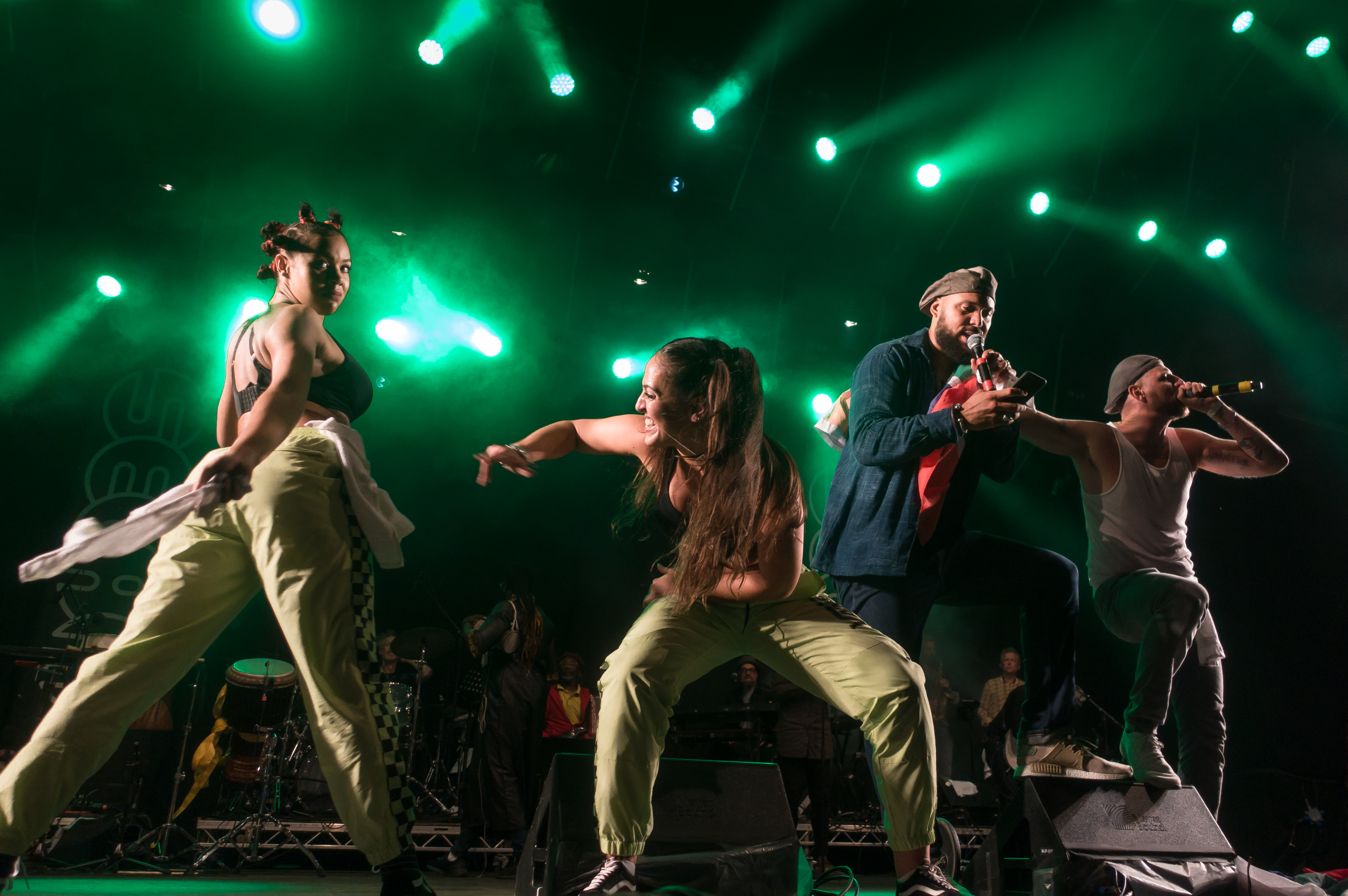
Kaliffa och Jens Malmlöf med dansare i en hiphopshow på Gustav Adolfs torg på Stockholms Kulturfestival 2019.

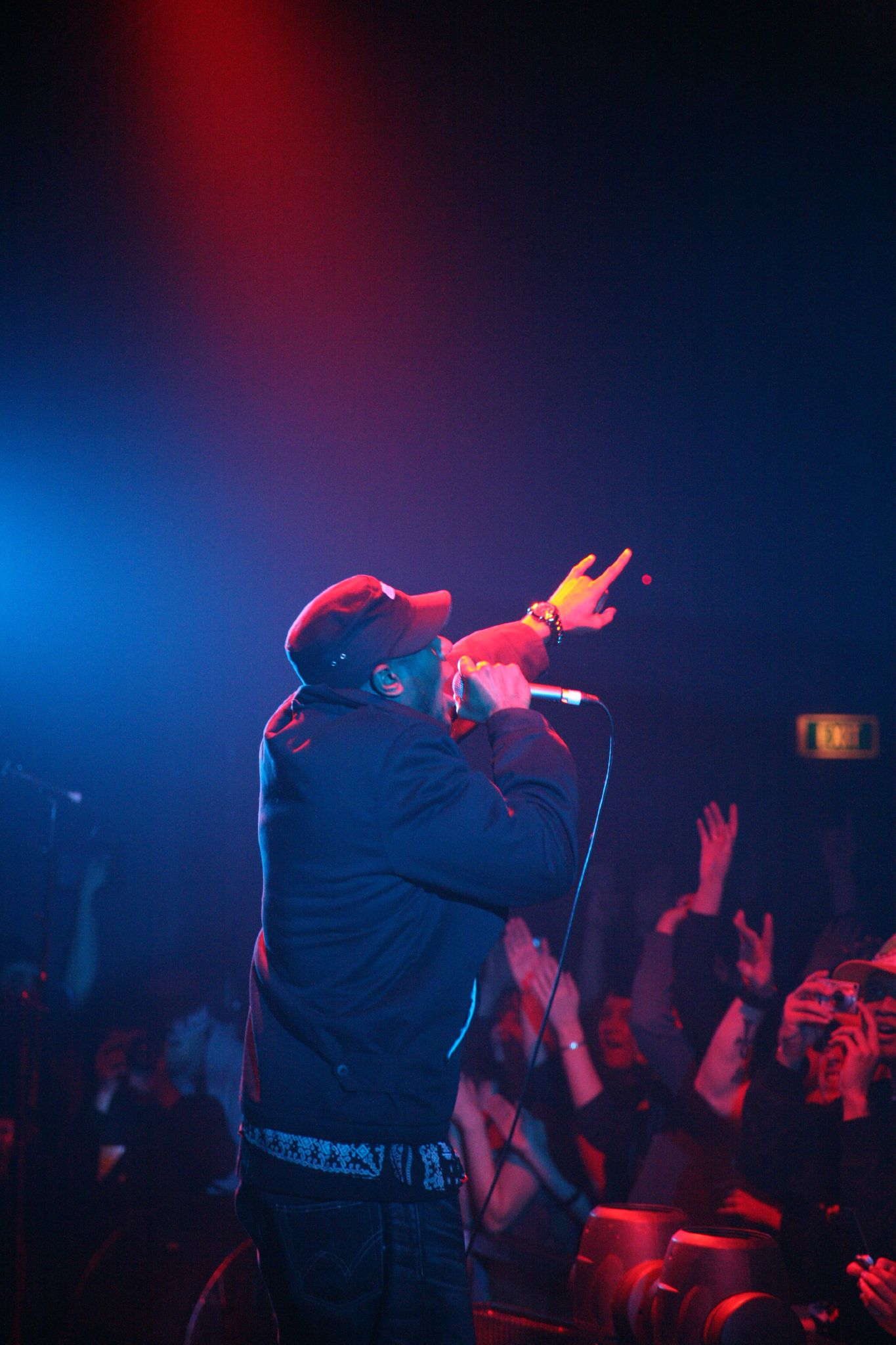
Ett framträdande av hiphop-artisten Mos Def, 27 juli 2006.

Hiphop är en musikgenre formad i USA under tidigt 1970-tal. Musiken innehåller en stiliserad rytmik vilken ofta medföljs av rap, en rytmisk och rimmande ordkonst. Hiphopmusiken utvecklades som en del av hiphopkulturen, en subkultur definierad av fyra huvudelement: MCing (rap), DJing (bakgrundsmusik genom beats och scratching), b-boying (breaking/breakdance) och graffitiskrivande. Andra inslag är sampling och beatboxing.
Hiphopmusik består oftast av assonans, allitteration och rim. Rapparen är ackompanjerad av ett instrumentalt musikspår, ofta hänvisat till som ett beat, framfört av en DJ, skapad av en skivproducent eller en eller flera musiker. Historiskt har dessa beats ofta skapats av att sampla annan musik, ofta funk, jazz och soul. Under senare år har det dock blivit vanligare att beatet byggs upp kring individuella trumsamples. Som tillägg till beatet används ofta andra ljud. Låtar är ibland även helt instrumentala, som ett sätt att visa upp skicklighet hos en DJ eller producent.

## Historia
En av de första viktiga personerna bakom hiphopens utveckling i Bronx på 1970-talet var Afrika Bambaataa som började som DJ på de stora kvartersfester som olagligen arrangerades på gatorna. Man tjuvkopplade ström från gatlamporna att driva sin PA-anläggning med. Bambaataa började rappa till sin musik och då särskilt om att gängen på gatorna skulle göra upp i rap battles istället för att slåss och mörda på gatorna. Detta skedde faktiskt till ganska stor del. Den första låten som blev en stor hit utanför de svarta storstadsområdena och därigenom banade vägen för musikstilens genombrott var "Rapper's Delight" (1979) med The Sugarhill Gang. Andra viktiga pionjärer är Kool DJ Herc och gruppen Grandmaster Flash & The Furious Five som med sin platta The Message (1982) visade att hip-hop kunde vara något mer än bara festmusik genom att i texterna ta upp sociala storstadsproblem.
I mitten på 1980-talet tilltog hiphopens popularitet. Gruppen Run DMC, med DJ:n Jam Master Jay (mördades i New York,USA 2002) som kreativ motor, släppte 1985 albumet King of Rock som tog hiphop-musiken till nya nivåer både kommersiellt och konstnärligt. De tidigare artisterna hade i huvudsak samplat discomusik men Run DMC samplade även rock och gav hiphopen det hårdare sound som skulle prägla den långt in på 1990-talet. Deras största hit var en duett med heavy-metalgruppen Aerosmith, en nyinspelning av dennes "Walk This Way". Den blev den ditintills största hiphophitten och spelades även på radiokanaler som annars bara spelade vita artisters musik. Run DMC deltog som enda hiphop-grupp vid Live Aid-galan 1985.
Hiphopens gyllene era (the golden age of rap) brukar sägas ha ägt rum mellan 1986 när Eric B and Rakim släppte sitt debutalbum Paid in Full och 1992 när Dr. Dre släppte sitt debutalbum The Chronic. Under denna period gick hiphopen från att vara en relativt samlad genre till att innefatta en rad subgenrer, både musikaliskt och textmässigt. Under denna period släpptes en mängd album som idag anses lika klassiska inom hiphoppen som The Beatles och Rolling Stones album anses vara inom rocken. Värda att nämna är De La Souls 3 Feet High and Rising, Public Enemys It takes a Nation of Millions to hold us Back, N.W.A.s (Niggas with Attitude) Straight Outta Compton, Ultramagnetic MC:s Critical Beatdown och Brand Nubians All for One. Alla dessa album bidrog starkt till genrens utveckling.
Andra viktiga strömningar som följde var den politiskt drivna hip-hopen som under 1980-talet leddes av gruppen Public Enemy och den efter den följande opolitiska gangsterrappen under tidiga 1990-talet (varav bland andra Onyx, Tupac Shakur, The Notorious B.I.G., Snoop Dogg, Eminem och Dr Dre är framträdande företrädare). Under senare år har hip-hopen i USA blivit mer och mer rumsren och kommersiellt framgångsrik vilket många kritiker anser lett till en urvattning av musikstilen.
Trots den så kallade urvattningen av hiphopen, så lever musikstilen kvar även under 2000-talet.